# احمدآباد (مقاطعة اشتهارد)
احمدآباد (بالفارسية: احمدآباد) هي قرية تقع في قسم بلنغ آباد الريفي (مقاطعة اشتهارد) في إيران.